# Thailand Open 2000
Die Thailand Open 2000 im Badminton fanden Mitte Juli 2000 in Bangkok statt.

## Sieger und Platzierte
| Disziplin    | Gold                | Silber                        | Bronze                                  |
| ------------ | ------------------- | ----------------------------- | --------------------------------------- |
| Herreneinzel | Hendrawan           | Budi Santoso                  | Luo Yigang                              |
| Herreneinzel | Hendrawan           | Budi Santoso                  | Lee Hyun-il                             |
| Dameneinzel  | Ye Zhaoying         | Zhou Mi                       | Dai Yun                                 |
| Dameneinzel  | Ye Zhaoying         | Zhou Mi                       | Gong Zhichao                            |
| Herrendoppel | Zhang Jun Zhang Wei | Sigit Budiarto Halim Haryanto | Tesana Panvisavas Pramote Teerawiwatana |
| Herrendoppel | Zhang Jun Zhang Wei | Sigit Budiarto Halim Haryanto | Kitipon Kitikul Khunakorn Sudhisodhi    |
| Damendoppel  | Ge Fei Gu Jun       | Huang Nanyan Yang Wei         | Lotte Jonathans Nicole van Hooren       |
| Damendoppel  | Ge Fei Gu Jun       | Huang Nanyan Yang Wei         | Gao Ling Qin Yiyuan                     |
| Mixed        | Zhang Jun Gao Ling  | Simon Archer Joanne Goode     | Liu Yong Ge Fei                         |
| Mixed        | Zhang Jun Gao Ling  | Simon Archer Joanne Goode     | Chen Lin Chen Qiqiu                     |

## Finalergebnisse
| Disziplin    | Sieger              | Finalist                      | Ergebnis     |
| ------------ | ------------------- | ----------------------------- | ------------ |
| Herreneinzel | Hendrawan           | Budi Santoso                  | 15-8, 15-10  |
| Dameneinzel  | Ye Zhaoying         | Zhou Mi                       | 11-5, 11-0   |
| Herrendoppel | Zhang Jun Zhang Wei | Sigit Budiarto Halim Haryanto | 15-5, 15-10  |
| Damendoppel  | Ge Fei Gu Jun       | Yang Wei Huang Nanyan         | 15-8, 15-11  |
| Mixed        | Zhang Jun Gao Ling  | Simon Archer Joanne Goode     | 15–13, 15-12 |